# 大久保佳代子とトレンド遊び
『大久保佳代子とトレンド遊び』（おおくぼかよことトレンドあそび）は2021年(令和3年)6月から2022年(令和4年)9月までTBSラジオで放送された番組である。TikTokとコラボした。
パーソナリティは大久保佳代子である。

## 概要
TBSラジオとTikTok がコラボしたラジオ番組である。コンセプトは、『「きみが次に好きなもの。」をキーワードに新たな楽しさ、面白さ、驚き、感動を土曜日の夕暮れに大久保佳代子がリスナーと一緒になって遊ぶ、エンターテインメントコンテンツ』となっている。

## エピソード
番組公式TikTokアカウントで「南京玉すだれ」を披露した。

## 出演者
- 大久保佳代子

## 放送時間
- 土曜 17:30 - 18:00